# (22449) Ottijeff
(22449) Ottijeff est un astéroïde de la ceinture principale aréocroiseur.

## Description
(22449) Ottijeff est un astéroïde aréocroiseur. Il présente une orbite caractérisée par un demi-grand axe de 2,34 UA, une excentricité de 0,35 et une inclinaison de 21,5° par rapport à l'écliptique.

## Compléments